# Keyyo
 (janvier 2025).
Keyyo est un opérateur de télécommunications destiné aux entreprises qui propose des prestations de standard téléphonique, téléphonie fixe et mobile, internet et réseaux, applications ainsi que des équipements.
Agréé par l'ARCEP, Keyyo est implanté en France, son siège se situe en Île-de-France. La société compte 350 employés en 2021.

## Histoire
En 1994, la société PhoneSystems est créée. Elle est destinée à offrir des services de communication aux entreprises françaises. Quatre ans après, en 1998, elle est cotée en bourse. Le développement de la société se poursuit dans les années suivantes : elle lance en 2004 des offres de VoIP (Voix sur IP), avant d'être rachetée en 2006 par un groupe d'investisseurs.
L'année 2008 marque un changement important : l'entreprise change de nom et devient Keyyo.
En 2011, le groupe Keyyo devient MVNO et lance une offre de téléphonie mobile sur les réseaux SFR et Orange. Un an plus tard, les services Keyyo s'enrichissent avec le lancement d'une suite applicative de téléphonie.
L'année 2017 a été ponctuée par l'acquisition de Clever Network, spécialisé dans l'infogérance de réseaux Wan pour les entreprises. Cette opération a permis à Keyyo  d'élargir ses compétences en matière de réseaux.
En octobre 2018, Bouygues Telecom annonce son intention de racheter les parts des actionnaires principaux. Une offre publique d'achat est réalisée dans les semaines suivantes, l'opérateur détenant à la mi-mars 2019 plus de 85 % du capital. Bouygues Telecom souhaite à terme racheter les actions restantes et sortir l'entreprise de la bourse.
En 2020, Keyyo fait l'acquisition d'Apizee, éditeur de logiciels de solutions de visio-assistance basées sur le protocole WebRTC. En se dotant de cette technologie Keyyo poursuit sa stratégie d'innovation continue. 
Puis en 2021, les deux filiales de Bouygues Telecom Entreprises, Nerim et Keyyo se rapprochent sous la marque unique de Keyyo pour proposer leurs services de télécommunications.  

## Services
Keyyo propose des prestations de téléphonie et internet, mais aussi des équipements. Les services de la société s'adressent principalement aux petites et moyennes entreprises, mais peuvent aussi s'étendre aux plus grosses structures avec la possibilité de prévoir une configuration sur mesure.
Les prestations de téléphonie proposées par la société s'appuient sur la technologie VoIP. Keyyo propose ainsi un service de standard téléphonique hébergé, en remplacement des historiques PABX, mais aussi des forfaits de téléphonie fixe sur IP (Centrex), des forfaits mobiles, des numéros spéciaux et des numéros internationaux. Une suite applicative permet d'enrichir le service de téléphonie Keyyo, avec pour objectif de faciliter la prise en main et l'utilisation des outils, mais aussi la productivité des utilisateurs (répertoire d'entreprise, click-to-call, fax par mail, téléphone logiciel (softphone), console standardiste, etc.). Pour compléter ses offres de téléphonie, Keyyo propose également une offre convergence fixe-mobile. Ce pack Convergence a pour but d'offrir davantage de souplesse et de fonctionnalités aux utilisateurs de lignes fixes et mobiles.
En termes d'accès internet, les services Keyyo sont variés et adaptables en fonction de la situation des clients : ADSL, VDSL, SDSL, mais aussi très haut débit avec la Fibre optique (dédiée et mutualisée), mise à disposition en 2016. Pour faire face aux problématiques de multi-sites de ses clients, Keyyo a mis en place une solution VPN (réseau privé virtuel) permettant d'interconnecter des sites distants au sein d'un même réseau privé. Depuis l’arrivée de la 4G, Keyyo propose également les équipements nécessaires pour accéder à Internet via les réseaux mobiles (routeur 4G, hotspot WiFi et clé 4G)
Toujours dans l'optique de compléter son offre, le service de téléphonie Keyyo se développe également autour de solutions CRM, ERP et PMS, et peut ainsi être couplé à des logiciels de gestion tels que Salesforce, Sage, MisterBooking, etc. Des API (Interface de Programmation d'Applications) sont aussi mises à la disposition des clients dans le but de simplifier l'intégration de la téléphonie Keyyo aux différents outils métiers.

## Activités
Keyyo décline son activité principale, les services de télécommunications aux entreprises, autour de 4 métiers :
- Éditeur SaaS : Keyyo développe et met à disposition des applications & API de téléphonie pour permettre aux utilisateurs d'utiliser les fonctionnalités de téléphonie directement depuis leur ordinateur (convergence téléphonie-informatique) et aux administrateurs de les intégrer au système d'information de l'entreprise.
- Partenaire d'un réseau de revendeurs : Keyyo met à disposition des SSII, des apporteurs d'affaires ou encore des installateurs téléphoniques ses solutions, que ces derniers peuvent ainsi proposer à leurs propres clients, en marque blanche s'ils le souhaitent.
- Solutions M2M : Keyyo propose aux professionnels de la sécurité des solutions pour la télésurveillance, la téléassistance, la géolocalisation, etc.
- Téléphonie pour les particuliers : Keyyo propose une partie de ses offres entreprises aux particuliers, principalement pour ce qui est de la téléphonie fixe et mobile.

## Partenariats technologiques
Keyyo a développé des partenariats avec des constructeurs, des éditeurs et des opérateurs :
- Opérateurs voix fixe et mobile : Bouygues Telecom, Orange, SFR, Sisteer, Télé2, Numéricable, MobiquiThings
- Opérateurs data (internet) : Bouygues Telecom, SFR, Orange, Numéricable, Covage, Completel, Axione, Altitude infrastructure
- Opérateurs IP : Zayo, SFR, Orange, Interoute, Cogent
- Opérateur voix internationaux : Voxbone, Sparkle, Orange Wholesale France, bics
- Constructeurs et éditeurs : Alcatel, Polycom, Cisco, 3CX, Gigaset, Avaya, Panasonic, Mitel, CounterPath, Avencall, Asterisk, innovaphone, Aastra

## Chiffres
En 2021, Keyyo compte environ 29 000 entreprises clientes, avec un parc d'environ 240 000 lignes IP.
Son chiffre d'affaires s'élève à 65 millions d'euros pour l'année 2021
En 2019, Bouygues Telecom détient 85,45 % du capital